# Episodi di Samurai Jack (prima stagione)
La prima stagione della serie animata Samurai Jack, composta da 13 episodi, è stata trasmessa negli Stati Uniti, da Cartoon Network, dal 10 agosto al 3 dicembre 2001.
In Italia la stagione è stata trasmessa dal 27 aprile 2002 su Cartoon Network.
I primi tre episodi trasmessi insieme compongono il film pilota della serie Samurai Jack; il film viene trasmesso su Cartoon Network con il nome di Samurai Jack: La Trilogia.
| nº (assoluto) | nº (stagione) | Titolo originale                         | Titolo italiano           | Prima TV USA     | Prima TV Italia |
| ------------- | ------------- | ---------------------------------------- | ------------------------- | ---------------- | --------------- |
| 1-2-3         | 1-2-3         | Samurai Jack: The Premiere Movie         | Samurai Jack: La Trilogia | 10 agosto 2001   | 27 aprile 2002  |
| 4             | 4             | Jack, the Woolies and the Chritchellites | L’arte della guerra       | 13 agosto 2001   |                 |
| 5             | 5             | Jack in Space                            | Viaggio nello spazio      | 27 agosto 2001   |                 |
| 6             | 6             | Jack and the Warrior Woman               | La donna guerriero        | 19 novembre 2001 |                 |
| 7             | 7             | Jack and the Three Blind Archers         | Tre arcieri               | 20 agosto 2001   |                 |
| 8             | 8             | Jack vs. Mad Jack                        | Jack contro Jack          | 15 ottobre 2001  |                 |
| 9             | 9             | Jack Under the Sea                       | Il portale negli abissi   | 3 settembre 2001 |                 |
| 10            | 10            | Jack and the Lava Monster                |                           | 12 ottobre 2001  |                 |
| 11            | 11            | Jack and the Scotsman                    | Lo Scozzese               | 29 ottobre 2001  |                 |
| 12            | 12            | Jack and the Gangsters                   |                           | 26 novembre 2001 |                 |
| 13            | 13            | Aku's Fairy Tales                        | Le favole di Aku          | 3 dicembre 2001  |                 |

## Samurai Jack: La Trilogia

### L'inizio
Il malvagio demone Aku attacca la patria del figlio dell'imperatore; il giovane viene mandato da sua madre a allenarsi per combattere Aku.

### Il samurai chiamato Jack
Il Samurai si ritrova nel futuro e deve trovare un modo per sconfiggere Aku. Nel frattempo, decide di farsi chiamare Jack dalla gente del posto e si unisce a un gruppo di cani archeologi che sono stati costretti da Aku a scavare per estrarre delle gemme che aumenterebbero i suoi poteri.

### La prima battaglia
Aku manda un'armata di insetti-drone per uccidere Jack e i cani archeologi. Jack posiziona delle trappole e con l'aiuto dei suoi amici, elimina l'armata.

## L'arte della guerra
Jack incontra un gruppo di persone tiranniche chiamate Chritchellites, che hanno usato la tecnologia per rendere schiave delle creature ritenute feroci chiamate Woolies. Lui poi diventa amico dei Woolies. In cambio, il loro leader concede a Jack la sua saggezza.

## Viaggio nello spazio
Jack incontra un gruppo di scienziati che stanno costruendo una navicella spaziale per fuggire da Aku. Questi accettano di aiutare Jack a tornare indietro nel tempo se lui li aiuta ad abbattere il blocco di Aku.

## La donna guerriero
Jack cerca una gemma che secondo quello che gli hanno detto gli Woolies gli permetterebbe di viaggiare indietro nel tempo. Jack incontra una donna di nome Ikra, anche lei alla ricerca dello stesso oggetto; quest'ultima, dopo aver distrutto la gemma, si rivelerà essere Aku.

## Tre arcieri
Jack scopre un'isola che possiede un pozzo che può esaudire ogni suo desiderio ma è sorvegliato da tre infallibili arcieri.

## Jack contro Jack
Frustrato per l'inettitudine dei suoi attuali guerrieri (in quanto la ricompensa considerevole che ha offerto per la vita di Jack non ha attratto nessuno tra i tanti cacciatori di taglie), Aku crea uno spirito diabolico che è un duplicato antitetico di Jack per cercare di ucciderlo, dato che nessun nemico può essere più imbattibile che se stessi.

## Il portale negli abissi
Jack cerca l'aiuto di una razza progredita di anfibi, i Rana-pesce, che hanno una macchina che potrebbe essere in grado di mandarlo indietro nel tempo. Aku lo ostacola con l'aspetto di numerosi mostri marini.

## Jack and the Lava Monster
Jack ode una voce misteriosa chiamarlo, e cerca di identificarne l'origine. Dopo avere attraversato una terra irta di trappole, deve confrontarsi con un antico mostro di lava poi rivelatosi un antico guerriero vichingo maledetto da Aku, desideroso di raggiungere il Valhalla.

## Lo Scozzese
Jack incontra lo Scozzese per la prima volta: i due non vanno per nulla d'accordo ed ingaggiano un duello, ma sono costretti a collaborare per liberarsi da un comune nemico: coccodrilli cacciatori di taglie.

## Jack and the Gangsters
Jack si unisce ad un gruppo di gangster per aiutarli a rubare un cristallo che darebbe ad Aku il controllo assoluto delle acque e quindi sul pianeta. Naturalmente Jack ha un piano tutto suo.

## Le favole di Aku
La storia su i viaggi di Jack fa il giro del mondo, facendo di lui un eroe agli occhi dei bambini. Questo fa infuriare Aku, così racconta tre fiabe, ciascuna con protagonista una versione malvagia di Jack, nel tentativo di portare i bambini dalla sua parte.